# اوات، قلمرو پایتختی استرالیا
اوات (به انگلیسی: Evatt) یک حومه شهر در استرالیا است که در قلمرو پایتختی استرالیا واقع شده‌است.